# Handtheater
Handtheater is een unieke theatergroep in het Nederlandse toneelbestel. De groep is op 2 mei 1990 opgericht door Marja Bönker,
Jean Couprie, Wim Emmerik, John van Gelder, Rudi Hietbrink en Gert-Jan de Kleer. Handtheater geeft tweetalige voorstellingen, in de Nederlandse Gebarentaal en het gesproken Nederlands, in kleine en middelgrote theaters in Nederland en in het buitenland. Het publiek van Handtheater bestaat voor dertig procent uit dove en voor zeventig procent uit horende mensen. Handtheater is het huisgezelschap van Cultureel Centrum 't OOG te Amsterdam. 
Handtheater maakt voorstellingen voor kinderen, jongeren en volwassenen. Voor kinderen maakte Handtheater de voorstellingen Brekebeen, Kan jij een ei, en Kika Muis en Arie Mol.
Voor jongeren maakte Handtheater samen met Artisjok/020 de voorstelling Tien over de top.
En voor volwassenen onder andere:
- de Man, stad en het boek
- O Amor Natural
- Versteend verdriet
- Bevroren beweging
- Hotel Alaska.

Handtheater heeft contact met theatergroepen van dove acteurs over de hele wereld.
In 2006 heeft Handtheater Cultureel Centrum 't OOG opgericht. 't OOG is een centrum voor cultuureducatie en gebarentaal. In 't OOG kunnen gebarentaalgebruikers (doven en horenden voor wie de Nederlandse Gebarentaal de eerste of tweede taal is) cursussen volgen, meedoen aan workshops of zich opgeven voor een tweejarige parttime theateropleiding.
In Cultureel Centrum 't OOG zijn behalve de theatervoorstellingen van Handtheater, ook voorstellingen te zien van buitenlandse theatergroepen van doven en van visueel aantrekkelijke voorstellingen van horende groepen.
Handtheater ontvangt sinds 2001 structurele subsidie van de gemeente Amsterdam en het Ministerie van OCW.